# Jilemnice
Jilemnice (in tedesco Starkenbach) è una città della Repubblica Ceca facente parte del distretto di Semily, nella regione di Liberec.
Qua sono nati il combinatista nordico Milan Kučera ed il fondista Dušan Kožíšek.